# Atentatele de la Ürümqi din mai 2014
În dimineața zilei de 22 mai 2014, două mașini de teren (SUV-uri) care transportau cinci atacatori au fost conduse într-o piață stradală aglomerată din Ürümqi, capitala Regiunii Xinjiang, China. Zeci de materiale explozive au fost aruncate spre persoanele aflate în piață de la geamurile SUV-urilor. Ulterior, SUV-urile s-au izbit de cumpărători, apoi s-au ciocnit între ele și au explodat. 43 de persoane au fost ucise, inclusiv 4 dintre atacatori, iar peste alte 90 de persoane au fost rănite  făcând din acesta cel mai sângeros atentat al conflictului din Xinjiang .     Evenimentul a fost calificat drept atac terorist.

## Context
La 30 aprilie 2014, două atentate sinucigașe cu bombă au ucis 3 persoane și au rănit 79  determinând instituirea unui nivel de securitate ridicat în regiune. Gara orașului unde a avut loc acest atac arăta „ca o fortăreață”, iar  bărbații purtând arme la porțile biletelor, mai multe camioane de poliție în oraș și puncte de control.  Regiunea a cunoscut un an mai volatil, care a precedat bombardamentele din mai, iar uigurii se îngrijorează de afluxul de chinezi Han în regiune și de controlul asupra religiei și culturii lor, despre care se tem că vor fi distruse.   

## Atacul

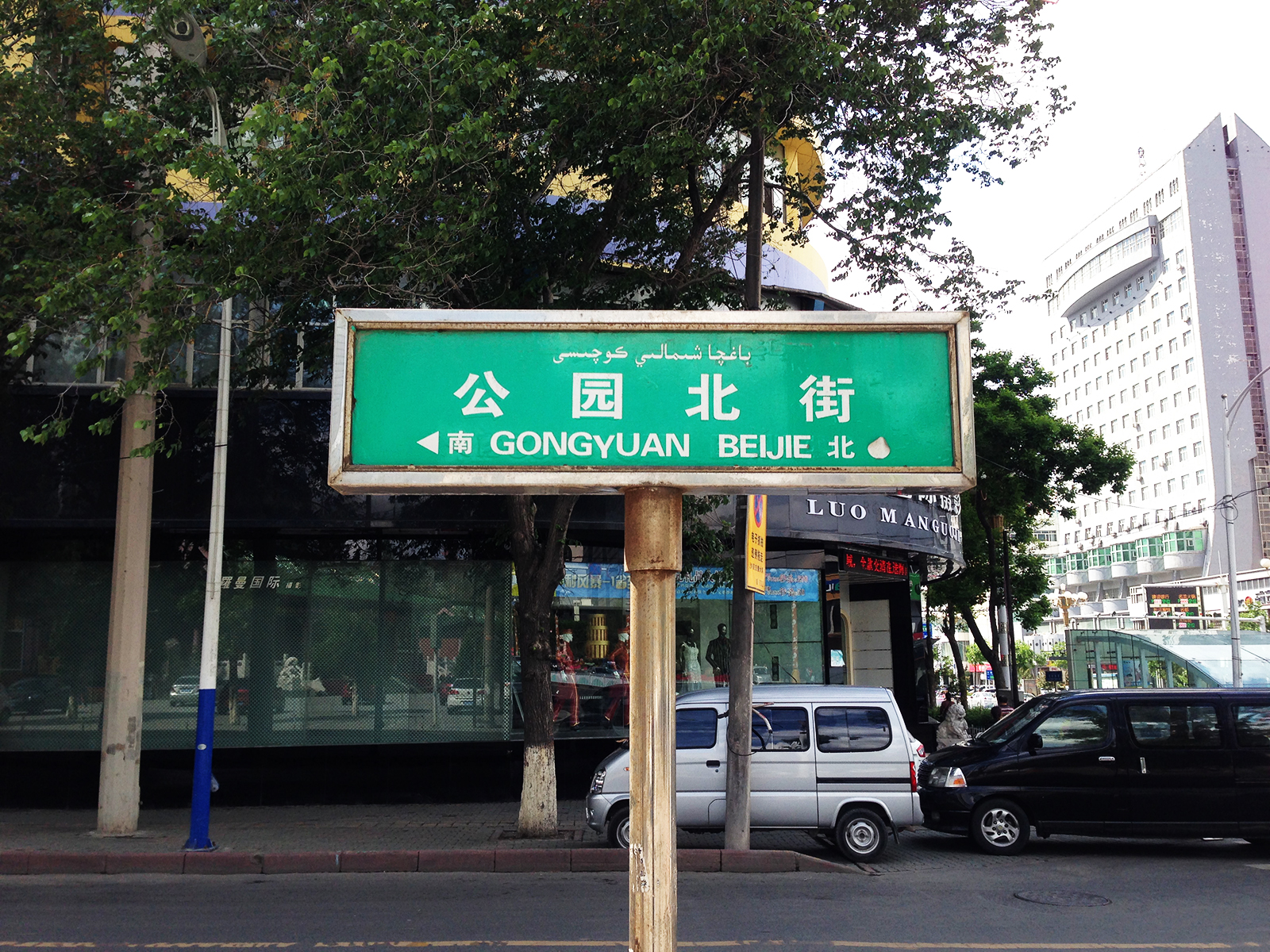
Strada Gongyuan (locația atacului)

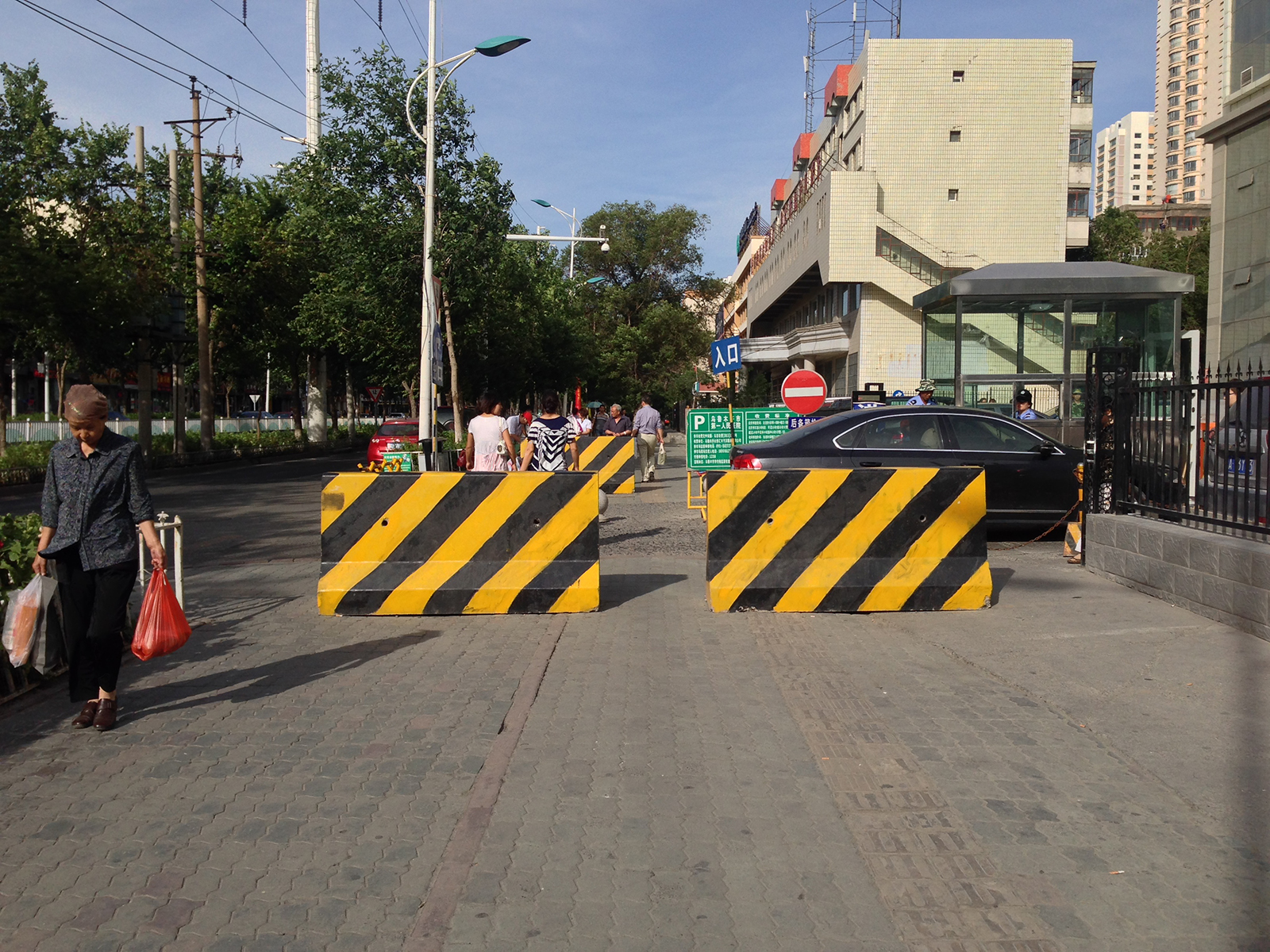
După exploziile din zona pieței, Ürümqi a intrat într-o stare de securitate sporită, fiecare școală, universitate, intrare în zonă rezidențială, bulevard și intersecție vitală având baricade de beton înființate pentru a se apăra împotriva atacurilor similare cu ciocnirea vehiculelor. Această imagine arată mai multe baricade de beton pe Șoseaua Henanul de Est, Noul Bulevard, Ürümqi.

Atacul a lovit o piață în timpul dimineații de pe strada Gongyuan-ul de Nord (Parc) de lângă Parcul Poporului din districtul Saybagh din centrul orașului Ürümqi. Este o piata aglomerata care deserveste locuitorilor cartierului, frecventata în special de batrani.  Potrivit rezidenților, majoritatea clienților pieței sunt chinezi Han, deși mulți vânzători sunt uiguri. 
La ora 7:50 dimineața ora Chinei două SUV-uri fără plăcuțe de înmatriculare, dar care aveau arborate steaguri cu scriere uigură, călătorind spre sud, au fost conduse prin bariere metalice într-o zonă cu cumpărători. Șoferii SUV-urilor au fugărit oamenii în timp ce au aruncau zeci de materiale explozibile pe fereastră.   Vehiculele au avut apoi o coliziune frontală, care a dus la o explozie mare „cu flăcări care trăgeau la fel de sus ca o clădire cu un etaj”.  Un cordon a fost înființat pentru a ține privitorii în spate, dar imagini care înfățișează un nor mare de fum negru au fost postate pe Weibo , precum și imagini care arătau corpuri întinse pe podea și tarabele din piață distruse.  În zece minute, răniții au început să fie transportați la spitale. Poliția și mai multe vehicule de la serviciul de urgență au sosit în următoarele 30 de minute.  În câteva ore, poliția paramilitară patrula în zonă, iar fotografi au fost nevoiți să ștergă imagini și să nu facă altele noi. 
La o zi după atac, presa de stat chineză a raportat că acesta a fost comis de cinci atacatori sinucigași. 43 de persoane au fost ucise, inclusiv patru dintre atacatori, iar peste 90 au fost rănite. Cel de-al cincilea suspect a fost arestat. Majoritatea victimelor erau chinezi Han, inclusiv mulți cumpărători în vârstă. 

## Reacții
Secretarul general al Partidului Comunist Chinez, Xi Jinping și premierul Li Keqiang au răspuns la incident promițând „acțiuni decisive împotriva atacurilor teroriste” și au declarat că va fi implementată o strategie de atacuri din partea statului chinez. De asemenea, au cerut oficialilor guvernamentali din regiune să facă tot ce le stă în putință pentru a se asigura că răniții primesc îngrijiri medicale, iar actele terorisrte să fie investigate și autorii acestora să fie aspru pedepsiți .  

## linkuri externe
- Locația atentatului – Harta QQ Street View